# Castello Tabassi
Das Castello Tabassi ist eine Niederungsburg im Ortsteil Musellaro der italienischen Gemeinde Bolognano in der Provinz Pescara.

## Beschreibung
Die Burg ist durch eine langobardische Brücke namens „Luco“ direkt mit dem Dorf Musellaro verbunden; diese verbindet auch die beiden Seiten des Orta-Tales zwischen Caramanico und Bolognano. Die Burg besteht aus drei Baukörpern; auf der Westseite liegt der Palazzo Tabassi, der einen rechteckigen Grundriss mit Souterrain  besitzt, dessen Zugang sich auf der Nordostseite befindet, wo ein Steingesims das Portal profiliert. Die Fassaden des Palastes zieren Fenster in drei Stockwerken mit geschnitzten Holzläden, kleinen Balkonen mit Eisengeländern und Rahmen aus weißem Stein. Auf der Hauptfassade ist eine Sonnenuhr mit sieben Kacheln aus mehrfarbiger Keramik erhalten.
Die Hauptfassade des Mittelteils zeigt zur Piazza Crocifisso hinaus; sechs Eingänge, die alle mit Stein verziert sind, verteilen sich auf die gesamte Länge, über dem zweiten ist eine Schießscharte erhalten. Auf der Südseite führt eine imposante Treppe zu einer Loggia, die über der Kruzifixkapelle liegt. Auf einer Seite öffnet sich ein reich verziertes Portal im Renaissancestil, durch das man in die Kirche Santa Maria del Balzo eintritt.